# Kenan Bajrić
Kenan Bajrić (sinh 20 tháng 12 năm 1994) là một hậu vệ bóng đá Slovenia thi đấu cho Slovan Bratislava.